# Carbellino
Carbellino – gmina w Hiszpanii, w prowincji Zamora, w Kastylii i León, o powierzchni 32,79 km². W 2011 roku gmina liczyła 226 mieszkańców.